# Viktor Ťumeněv
Viktor Nikolajevič Ťumeněv (rusky Виктор Николаевич Тюменев; 1. června 1957 v Moskvě, SSSR – 2. srpna 2018 v Moskvě, Rusko) byl ruský hokejový útočník.

## Reprezentace
Reprezentoval Sovětský svaz. V národním týmu do 19 let vybojoval zlatou medaili na mistrovství Evropy této věkové kategorie v roce 1976 v ČSSR.
V reprezentaci poprvé nastoupil 10. února 1979 v New Yorku proti výběru NHL (5:4), utkání se hrálo v rámci turnaje Challenge Cup. Zúčastnil se čtyřikrát mistrovství světa – 1982 ve Finsku (zlato), 1985 v Československu (bronz), 1986 na domácím ledě (zlato) a 1990 ve Švýcarsku (zlato). Na olympijském turnaji v Sarajevu 1984 získal zlatou medaili. Celkem v dresu SSSR odehrál 94 utkání a vstřelil 15 branek. Naposledy hrál na MS 1990.

### Reprezentační statistiky
| 1982 | SSSR | MS | 10 | 0 | 3 | 3  | 10 |
| 1984 | SSSR | OH | 7  | 0 | 9 | 9  | 2  |
| 1985 | SSSR | MS | 10 | 4 | 6 | 10 | 13 |
| 1986 | SSSR | MS | 6  | 0 | 0 | 0  | 0  |
| 1990 | SSSR | MS | 5  | 1 | 0 | 1  | 2  |

## Kariéra
Hráče vychoval klub Křídla Sovětů Moskva, který jej poprvé postavil v nejvyšší sovětské soutěži v ročníku 1975/76. V roce 1980 přestoupil Ťumeněv do HC Spartak Moskva, kde hrál až do roku 1989. Tehdy bylo umožněno sovětským hokejistům odejít do zahraničí. Během působení ve Spartaku se pokusil několikrát hráče přetáhnout trenér Viktor Tichonov do CSKA Moskva, ovšem Spartaku se jej povedlo udržet. Za CSKA si zahrál jako host při sérii zápasů proti celkům NHL v roce 1985.
Přestože jej v roce 1987 draftoval do NHL klub Vancouver Canucks, do zámoří nikdy neodešel. Místo toho posílil TPS Turku, klub finské ligy, se kterým získal hned po příchodu dva mistrovské tituly. V ročníku 1991/92 v rámci soutěže přestoupil do KalPa a sezonu dokončil nakonec v druholigovém KooKoo. Následující rok odehrál v nižší soutěži za klub SaPKo. Přestože v roce 1993 ukončil kariéru, nastoupil v sezoně 1997/98 v pěti utkáních ruské superligy za HC CSKA Moskva a v následující stejný počet i za mateřská Křídla sovětů. Poté již skončil definitivně.

## Statistika
| Sezona  | Klub                 | Soutěž | Základní část | Základní část | Základní část | Základní část | Základní část | Play off | Play off | Play off | Play off | Play off |
| Sezona  | Klub                 | Soutěž | Z             | G             | A             | B             | TM            | Z        | G        | A        | B        | TM       |
| ------- | -------------------- | ------ | ------------- | ------------- | ------------- | ------------- | ------------- | -------- | -------- | -------- | -------- | -------- |
| 1975/76 | Křídla Sovětů Moskva | SSSR   | 2             | 0             | 0             | 0             | 0             | —        | —        | —        | —        | —        |
| 1976/77 | Křídla Sovětů Moskva | SSSR   | 31            | 3             | 3             | 6             | 6             | —        | —        | —        | —        | —        |
| 1977/78 | Křídla Sovětů Moskva | SSSR   | 31            | 4             | 7             | 11            | 17            | —        | —        | —        | —        | —        |
| 1978/79 | Křídla Sovětů Moskva | SSSR   | 41            | 9             | 16            | 25            | 14            | —        | —        | —        | —        | —        |
| 1979/80 | Křídla Sovětů Moskva | SSSR   | 44            | 11            | 8             | 19            | 59            | —        | —        | —        | —        | —        |
| 1980/81 | Spartak Moskva       | SSSR   | 45            | 13            | 16            | 29            | 30            | —        | —        | —        | —        | —        |
| 1981/82 | Spartak Moskva       | SSSR   | 47            | 21            | 29            | 50            | 64            | —        | —        | —        | —        | —        |
| 1982/83 | Spartak Moskva       | SSSR   | 43            | 16            | 26            | 42            | 42            | —        | —        | —        | —        | —        |
| 1983/84 | Spartak Moskva       | SSSR   | 44            | 18            | 15            | 33            | 36            | —        | —        | —        | —        | —        |
| 1984/85 | Spartak Moskva       | SSSR   | 38            | 8             | 12            | 20            | 34            | —        | —        | —        | —        | —        |
| 1985/86 | Spartak Moskva       | SSSR   | 39            | 12            | 12            | 24            | 24            | —        | —        | —        | —        | —        |
| 1986/87 | Spartak Moskva       | SSSR   | 37            | 10            | 10            | 20            | 28            | —        | —        | —        | —        | —        |
| 1987/88 | Spartak Moskva       | SSSR   | 36            | 7             | 13            | 20            | 20            | —        | —        | —        | —        | —        |
| 1988/89 | Spartak Moskva       | SSSR   | 36            | 3             | 15            | 18            | 14            | —        | —        | —        | —        | —        |
| 1989/90 | TPS Turku            | FIN    | 44            | 8             | 22            | 30            | 20            | 9        | 1        | 7        | 8        | 4        |
| 1990/91 | TPS Turku            | FIN    | 42            | 10            | 32            | 42            | 16            | 9        | 3        | 1        | 4        | 8        |
| 1991/92 | TPS Turku            | FIN    | 29            | 2             | 9             | 11            | 12            | —        | —        | —        | —        | —        |
|         | KalPa                | FIN    | 4             | 2             | 3             | 5             | 0             | —        | —        | —        | —        | —        |
|         | KooKoo               | FIN2   | 12            | 6             | 9             | 15            | 10            | —        | —        | —        | —        | —        |
| 1992/93 | SaPKo                | FIN3   | 16            | 16            | 40            | 56            | 35            | —        | —        | —        | —        | —        |
|         | SaPKo                | FIN2   | 15            | 7             | 20            | 27            | 10            | 10       | 2        | 9        | 11       | 6        |
| 1993/94 | nehrál               | —      | —             | —             | —             | —             | —             | —        | —        | —        | —        | —        |
| 1994/95 | nehrál               | —      | —             | —             | —             | —             | —             | —        | —        | —        | —        | —        |
| 1995/96 | nehrál               | —      | —             | —             | —             | —             | —             | —        | —        | —        | —        | —        |
| 1996/97 | nehrál               | —      | —             | —             | —             | —             | —             | —        | —        | —        | —        | —        |
| 1997/98 | CSKA Moskva          | RUS    | 5             | 0             | 0             | 0             | 2             | —        | —        | —        | —        | —        |
| 1998/99 | Křídla Sovětů Moskva | RUS    | 5             | 0             | 1             | 1             | 0             | —        | —        | —        | —        | —        |

pozn: v sezoně 1992/93 v tehdejším systému s klubem přešel v průběhu z 3. finské ligy do 2., místo bilance play off je pak uvedena bilance z baráže o záchranu ve 2. lize.

## Po kariéře
V letech 1999–2006 pracoval jako evropský hledač talentů pro klub NHL Los Angeles Kings.